# Serranópolis do Iguaçu
Serranópolis do Iguaçu est une municipalité brésilienne située dans l'État du Paraná.